# Tsqaltubo
Tsqaltubo (Georgiska: წყალტუბო) är en stad och kurort i centrala Georgien. Den är huvudort i Tsqaltubodistriktet i Imeretien. Staden är berömd för sina radon-karbonatsmineralkällor, vars naturliga temperatur på 33-35° C gör att vattnet kan användas utan förberedande uppvärmning.
Kurortens fokus ligger på balneoterapi för cirkulations, nervsystems, muskelskeletala, gynekologiska och hudsjukdomar, men sedan 1970-talet har det också inkluderats Saltterapi, där den svala dammfria miljön i lokala grottor sägs gynna lungsjukdomar.
Tsqaltubo var ett speciellt populärt resmål under Sovjeteran då orten drog till sig omkring 125 000 besökare per år. Badhus 9 har en fris av Stalin och besökare kan besöka den privata poolen där han badade vid sina besök.
För närvarande tar orten bara emot omkring 700 besökare per år och sedan 1993 har många av sanitoriekomplexen byggts om till bostäder för närmare 9000 flyktingar, främst kvinnor och barn som fördrivits från sina hem på grund av den etniska konflikten i Abchazien.